# Pas de Mohan
El pas de Mohan és una collada de les muntanyes Siwalik al sud de la serralada principal de l'Himàlaia, a Uttarakhand. La carretera principal des de Saharanpur a Uttar Pradesh fins a Dehra i l'estació de muntanya de Mussoorie a Uttarakhand, travessa aquesta collada. Sota domini britànic estava al districte de Dehra Dun a les Províncies del Nord-oest després Províncies Unides d'Agra i Oudh.